# Dynastia Crnojewiciów
Dynastia Crnojeviciów (czarn. Црнојевићи) panowała w średniowiecznym księstwie Zety.

## Drzewo rodzinne
- Đuraš Vrančić
  - Ilija(inne języki)
    - Đuraš Ilijić
      - Crnoje
        - Radič Crnojević
          - Đurađ Đurašević Crnojević
            - Đurašin
            - Kojčin (Gojčin, Goycinus)
            - Stefan (Stefanica) Crnojević
              - Đurađ Crnojević
                - Nieznany syn

              - Ivan I Crnojević
                - Đurađ Crnojević
                  - Solomon
                  - Konstantin
                    - Jovan
                      - Viktor
                        - Jovan
                        - Faustina

                  - Ivan
                  - Antonija
                  - Nieznana córka
                  - Nieznana córka

                - Stefan
                - Staniša (Skender-beg Crnojević, Sandžak-beg czarnogóry)
                - Nieznana córka
                - Nieznana córka

            - Nieznany syn

          - Aleksa (Lješ, Alexius) Đurašević Crnojević

        - Stefan
        - Dobrovoj

    - Nikola
    - Vladin